# 中察里岑斯基农村居民点
中察里岑斯基农村居民点（俄语：Среднецарицынское сельское поселение）是俄罗斯联邦伏尔加格勒州绥拉菲摩维奇区所属的一个农村居民点。其下辖有4个居民点，行政中心为中察里岑斯基。据2016年统计，该农村居民点的人口为864人。